# Zentralkomitee der deutschen Katholiken

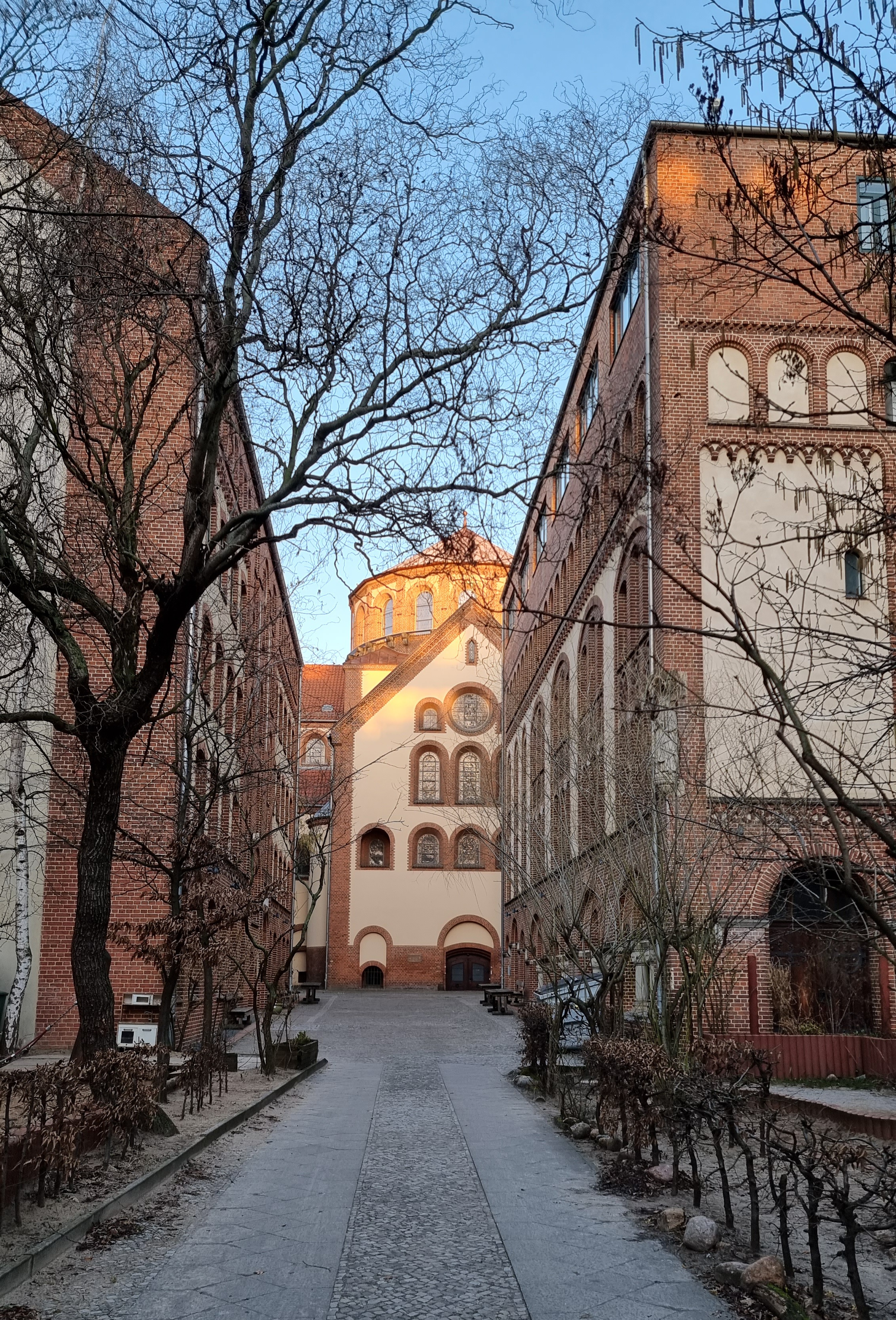
ZdK-Sitz in der Berliner Schönhauser Allee 182 (rechtes Gebäude) (2022)

Das Zentralkomitee der deutschen Katholiken (ZdK) ist ein Gremium der römisch-katholischen Kirche in Deutschland, das die Anliegen der Katholiken in der Öffentlichkeit vertreten, die Anliegen der katholischen Laien und ihrer Gruppierungen koordinieren und die Aufgaben der katholischen Kirche unterstützen soll. Es berät die Deutsche Bischofskonferenz in Fragen des gesellschaftlichen, staatlichen und kirchlichen Lebens und ist aus 231 Laienvertretern verschiedener Gruppierungen und Diözesen zusammengesetzt (Stand April 2024). Sein Sitz ist in Berlin.
Das ZdK ist Initiator und Träger der Deutschen Katholikentage. Zudem werden die in unregelmäßigen Abständen stattfindenden Ökumenischen Kirchentage von ZdK und dem Deutschen Evangelischen Kirchentag gemeinsam organisiert. Zusammen mit der Deutschen Bischofskonferenz trägt das ZdK die Verantwortung für den Synodalen Weg. Ein Großteil der Laien, die am Synodalen Weg teilnehmen, ist vom ZdK benannt.

## Geschichte

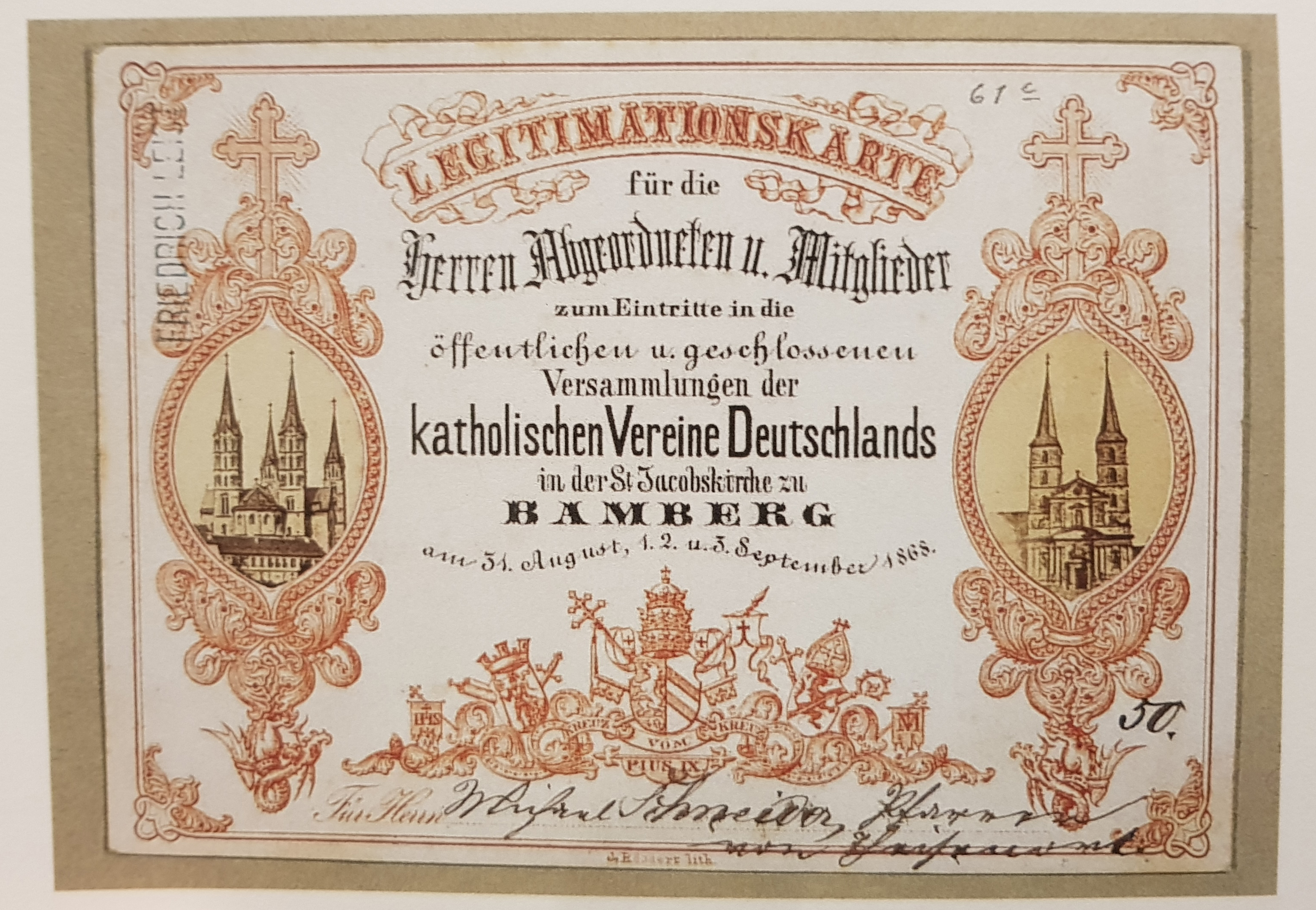
Teilnehmerausweis zur Generalversammlung der katholischen Vereine Deutschland im Jahr 1868 in Bamberg, als ein Central-Comité, welches aus fünf bis sieben Geistlichen und Laien bestand, ernannt wurde

### Entstehung
Seit 1837 hatte sich eine katholische Bewegung gegen Behördenwillkür und staatliche Reglementierung der Kirche zu sammeln begonnen, 1848 trat sie mit dem „Piusverein für religiöse Freiheit“ an die Öffentlichkeit. Bald gab es hunderte von ähnlichen Gründungen an vielen Orten. Vom 3. bis 6. Oktober 1848 trafen sich 87 Delegierte zahlreicher Piusvereine und rund weitere 100 Geistliche und Laienteilnehmer in Mainz zum ersten Katholikentag.
Schon bald entstand der Gedanke, für diese jährlich stattfindende Veranstaltung ein „Geschäftsführendes Zentralkomitee“ einzurichten. Es sollte „perpetuierlicher Mittelpunkt für das Vereinswesen“ sein. 1868 wurde dieses Gremium erstmals gewählt. Als Aufgaben des Zentralkomitees wurden 1868 genannt: Die Vorbereitung der Generalversammlungen, die Sorge für die Ausführung ihrer Beschlüsse und die Weckung sowie Förderung des katholischen Vereinslebens „sowohl durch häufige Kundgebungen in der Presse als auch durch persönlichen Verkehr“. Diesen vielfältigen Anforderungen konnte man nur durch Erweiterung des Mitgliederkreises gerecht werden. Im Jahr 1871, dem Jahr der Gründung des Deutschen Kaiserreichs, hatte das Zentralkomitee bereits 270 Mitglieder aus vielen Diözesen.
Das Engagement galt drängenden Fragen der Kirche und der Gesellschaft wie Diaspora und Mission, Freiheit des Papsttums und Bindung der katholischen Kirche in Deutschland an Rom, Caritas, Wissenschaft, Wirtschaft, Publizistik, Bildung und soziale Gerechtigkeit. Ab 1898 griffen die Katholikentage mehr und mehr neue Aufgaben in Kirche und Gesellschaft auf. Zunehmend prägte sich auch das in 50 Jahren geschulte Bewusstsein der Mitverantwortung der Laien für die Kirche aus.
Wiederholt waren Unabhängigkeit, Selbständigkeit und Gestaltungswille des Zentralkomitees den im Staat Herrschenden im Weg. Im Kulturkampf unter Bismarck und in der Zeit des Nationalsozialismus wurde es aus der Öffentlichkeit verbannt. Frauen und Männer aus seinen Reihen hielten seine Ideen und Aufgaben auch in Zeiten der Bedrängnis und Verfolgung am Leben.

### Entwicklung nach dem Zweiten Weltkrieg
Nach dem Zweiten Weltkrieg fand 1948, 100 Jahre nach dem ersten Katholikentag, wieder ein Katholikentag in Mainz statt. Dieser 72. Deutsche Katholikentag stand unter dem Leitwort „Der Christ in der Not der Zeit“. 1952 nahm auch das Zentralkomitee mit neuem Statut und unter dem Namen Zentralkomitee der deutschen Katholiken (ZdK) seine Arbeit wieder auf. Ausdrücklich im Vordergrund seiner Arbeit stand jetzt die Aufgabe, die vielfältigen Kräfte der katholischen Laienarbeit und das gesellschaftliche Wirken der Laien nach innen zu koordinieren und nach außen zu vertreten.
1963 wurde die Katholische Sozialwissenschaftliche Zentralstelle Mönchengladbach als gemeinsame Arbeitsstelle von Bischofskonferenz und ZdK gegründet.
Mehrfach hat das ZdK seitdem sein Statut überarbeitet und damit auf gesellschaftliche und kirchliche Entwicklungen reagiert. So wurden in einer Statutenreform 1967 die Ergebnisse des Zweiten Vatikanischen Konzils berücksichtigt und wiederum 1974 die Ergebnisse der Beratungen der Gemeinsamen Synode der Bistümer in der Bundesrepublik Deutschland, der sogenannten Würzburger Synode.
In enger Kooperation mit dem Gemeinsamen Aktionsausschuss katholischer Christen in der DDR gelang es bereits bei der Vollversammlung des ZdK im November 1990 die Vertreter der Laienarbeit aus freien Initiativen, Diözesen und Jurisdiktionsbezirken aus dem Bereich der ehemaligen DDR ins ZdK zu integrieren.

### 21. Jahrhundert
Bei der Vollversammlung im Frühjahr 2013 wurde durch eine Statutenänderung der Weg für Mitglieder aus muttersprachlichen Gemeinden bereitet. Drei Mitglieder aus muttersprachlichen Gemeinden gehörten so dem ZdK ab 2013 an.
Der Sitz des Generalsekretariats des ZdK ist seit Januar 2022 in Berlin und war zuvor in Bonn-Bad Godesberg. In der Vollversammlung am 10. Mai 2019 beschloss man einen Umzug nach Berlin zum Jahreswechsel 2021/2022. In den Räumen in der Schönhauser Allee 182 im Stadtteil Prenzlauer Berg (der ursprünglich anvisierte Sitz Johannisstraße 4 ließ sich nicht realisieren) war bis zur Schließung durch die Nationalsozialisten im Jahr 1941 das katholische Mädchengymnasium Theresienschule untergebracht, dann bis 1945 das „Hilfswerk beim Bischöflichen Ordinariat Berlin“, dessen Geschäftsführerin Margarete Sommer half, untergetauchte Juden in Berlin zu verstecken.

### Name
Der Name Zentralkomitee stammt aus der Mitte des 19. Jahrhunderts: Es handelte sich um den Namen des Organisationsorgans der Katholikentage. Das Zentralkomitee der Kommunistischen Partei Lenins entstand erst später, zu Beginn des 20. Jahrhunderts.

## Aufgaben, Selbstverständnis und Leitbild, Stellung
Das ZdK soll die Aufgaben erfüllen, die sich aus dem Dekret des Zweiten Vatikanischen Konzils über das Apostolat der Laien ergeben. Es gehört zu den Gremien, die

„die apostolische Tätigkeit der Kirche im Bereich der Evangelisierung und Heiligung, im caritativen und sozialen Bereich und in anderen Bereichen bei entsprechender Zusammenarbeit von Klerikern und Ordensleuten mit den Laien unterstützen. [...] Solche Gremien sollten, soweit wie möglich, auch auf pfarrlicher, zwischenpfarrlicher und interdiözesaner Ebene, aber auch im nationalen und internationalen Bereich geschaffen werden.“

Nach dem Willen des Konzils üben die Laien „durch ihr Bemühen um die Evangelisierung und Heiligung der Menschen und um die Durchdringung und Vervollkommnung der zeitlichen Ordnung mit dem Geist des Evangeliums“  ein Apostolat aus. Ihr Tun ist ein offenes Zeugnis für Christus und dient dem Heil der Menschen. Die Laien verwirklichen so in Kirche und Welt ihren eigenen Anteil an der Sendung des ganzen Volkes Gottes und haben teil am priesterlichen, prophetischen und königlichen Amt Christi.
Das ZdK hat gemäß seinem Statut (Fassung von 1974, zuletzt geändert 2013) die folgenden Aufgaben:

„Das Zentralkomitee
a) beobachtet die Entwicklungen im gesellschaftlichen, staatlichen
und kirchlichen Leben und vertritt die Anliegen der
Katholiken in der Öffentlichkeit;
b) gibt Anregungen für das apostolische Wirken der Kirche und
der Katholiken in der Gesellschaft und stimmt die Arbeit der
in ihm zusammengeschlossenen Kräfte aufeinander ab;
c) wirkt an den kirchlichen Entscheidungen auf überdiözesaner
Ebene mit und berät die Deutsche Bischofskonferenz in Fragen des gesellschaftlichen, staatlichen und kirchlichen
Lebens;
d) hat gemeinsame Initiativen und Veranstaltungen der deutschen
Katholiken, wie die Deutschen Katholikentage, vorzubereiten
und durchzuführen;
e) nimmt die Anliegen und Aufgaben der deutschen Katholiken
im Ausland und auf internationaler Ebene wahr;
f) trägt für die Durchführung und Erfüllung der entsprechenden
Maßnahmen Sorge.“

Das ZdK engagierte sich wiederholt auch bei innerkirchlichen Reformen, in denen die „Existenzfrage“ der Kirche identifiziert wird. Der vom ZdK veranstaltete Katholikentag des Jahres 2022 stand hauptsächlich unter dem Zeichen kirchlicher Veränderung in Themen wie kirchlicher Sexualmoral und geschlechtlichen Identitäten, Strukturreformen und kirchlicher Macht – Themenstellungen, die durch die Kirchenkrise infolge sexuellen und spirituellen Missbrauchs und einer anhaltenden Vertrauenskrise der Kirche als dringend angesehen werden. Im Programm des Katholikentags fanden sich zahlreiche Angebote, die reformwilligen Gläubige unterstützen und zum Bleiben in der Kirche bewegen sollten.
Das Zentralkomitee ist Mitglied im Netzwerk Europäische Bewegung Deutschland.

### Leitbild
Die Vollversammlung verabschiedete am 22. November 2024 ein Leitbild, des Zentralkomitees mit folgenden Merkmalen:
- „Wir, das Zentralkomitee der deutschen Katholiken (ZdK), vertreten die Anliegen der katholischen Gläubigen in Deutschland und geben ihnen eine Stimme. Aus unserem Glauben leiten wir den Auftrag ab, Kirche, Gesellschaft und Politik aktiv mitzugestalten.“
- demokratisch organisiert
- „Unser Glaube an den menschgewordenen Gott ist die Grundlage unseres Handelns. Mit unserem Engagement geben wir Zeugnis von der Hoffnung, die uns erfüllt. 1 Petr 3,15 EU.“
- Grundsätze des Engagements werden aus dem Evangelium und der christlichen Tradition gewonnen.
- Orientierung und Wertmaßstäbe für konkretes Handeln bietet die christliche Sozialethik mit ihren Prinzipien (Personalität, Solidarität, Subsidiarität, Gemeinwohl und Nachhaltigkeit)
- Arbeit auf der Bundesebene, Aufgreifen von aktuellen Themen aus Gesellschaft und Kirche
- In transparenten, demokratischen Meinungsbildungsprozessen werden Positionen erarbeitet; dabei werden Stimmen aus Politik, Kultur, Wirtschaft, Wissenschaft und Publizistik einbezogen.
- Dialog mit dem Judentum und dem Islam wird praktiziert und gefördert.
- Austausch in der Ökumene
- Katholikentage und Ökumenische Kirchentage sind Orte, um Positionen zu vertreten und weiterzuentwickeln
- Grundlage der Arbeit: die Beschlüsse des Zweiten Vatikanischen Konzils und der Ergebnisse der Gemeinsamen Synode der Bistümer in der Bundesrepublik Deutschland und der Pastoralsynode der Katholischen Kirche in der DDR.[13]

### Verhältnis zur Deutschen Bischofskonferenz
Die Deutsche Bischofskonferenz (DBK) erkennt das ZdK als „als Rat gemäß Nr. 26 des Konzilsdekrets über das Apostolat der Laien“ an. Gegenüber der Bischofskonferenz hat das ZdK eine beratende Rolle in Fragen des gesellschaftlichen, staatlichen und kirchlichen Lebens.
Um einen Austausch zu gewährleisten, findet alle sechs Monate eine „Gemeinsame Konferenz“ statt, bestehend aus jeweils zehn gewählten Mitgliedern der Deutschen Bischofskonferenz und des ZdK. Beide Gruppierungen agieren unabhängig voneinander. Geistlicher Assistent des ZdK ist seit September 2023 Heiner Koch, Erzbischof von Berlin.
Der Präsident des ZdK muss von der Bischofskonferenz mit einer Zweidrittelmehrheit bestätigt werden.

## Tätigkeiten und Ereignisse
Das ZdK begleitet das kirchliche und gesellschaftliche Leben, vor allem durch ständige Sachbereiche und Gesprächskreise, die ihre Ergebnisse in die Vollversammlungen einbringen können; diese verabschiedet aktuelle „Erklärungen“.  Außerdem organisiert es Großereignisse.

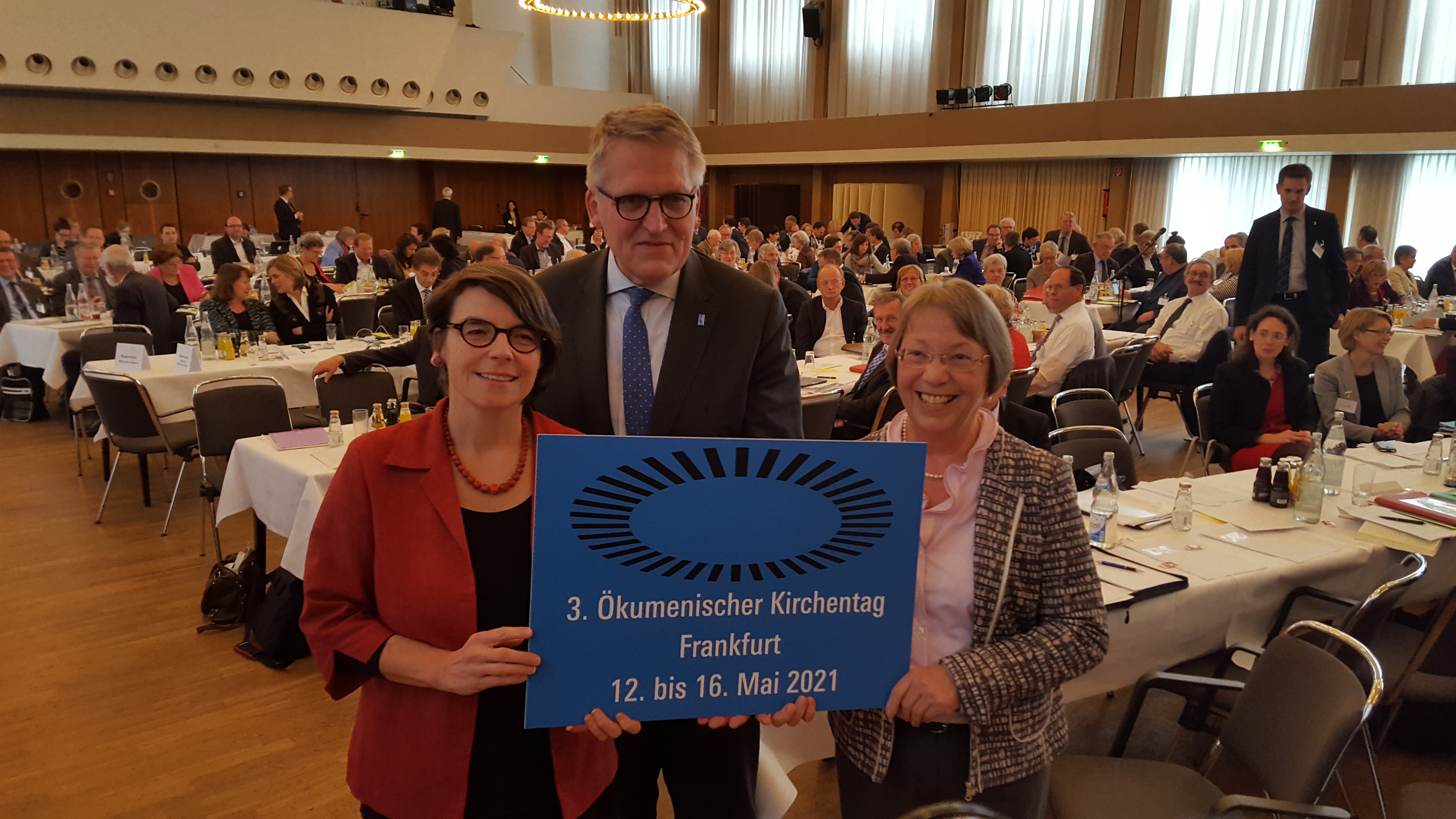
Einladung zum 3. Ökumenischen Kirchentag in Frankfurt: Die Präsidentin der Diözesanversammlung des Bistums Limburg, Ingeborg Schilai (rechts), die Präsidentin des Deutschen Evangelischen Kirchentags, Christina Aus der Au und ZdK-Präsident Thomas Sternberg, am 18. November 2016

### Katholikentag
Gemeinsam mit der jeweiligen gastgebenden Diözese ist das Zentralkomitee der deutschen Katholiken Veranstalter der Katholikentage. Die fünftägige Veranstaltung findet alle zwei Jahre in wechselnden Städten statt.
Historisch ist das ZdK sogar selbst aus den vormaligen Katholikentagen des 19. Jahrhunderts hervorgegangen.
Der 99. Katholikentag fand 2014 in Regensburg statt, der 100. Katholikentag wurde 2016 in Leipzig abgehalten. Mit der Wahl des Ortes zum Jubiläumskatholikentag wollte man ein Zeichen in die Diaspora setzen. Hier nahmen rund 40.000 Gäste teil. 2018 versammelten sich zum Katholikentag in Münster rund 90.000 Menschen. 2022 sind in Stuttgart deutliche weniger Menschen versammelt, unter 20.000 Dauerteilnehmer. Die „im Vergleich zu vorausgegangenen Katholikentagen sehr geringe Teilnehmerzahl in Stuttgart legt die Vermutung nahe, dass das Großevent von vielen Katholiken nicht als das Forum zur Diskussion von Reformen wahrgenommen wird, welches es nach eigenem Verständnis ist“, so das Portal der Bischofskonferenz, katholisch.de. Manche Medien vermissten vor allem die Teilnahme der theologisch Konservativen.

### Ökumenischer Kirchentag
Der Ökumenische Kirchentag ist eine gemeinsame Veranstaltung des ZdK und des Evangelischen Kirchentags. 2003 fand in Berlin der erste ökumenische Kirchentag statt, 2021 wurde er in Frankfurt am Main abgehalten.

### Synodaler Weg
Zur Aufarbeitung von Fragen, die sich nach der Veröffentlichung der MHG-Studie über sexuellen Missbrauch in der Kirche ergaben, eröffnete das Zdk 2019 gemeinsam mit der Bischofskonferenz das Gesprächsplenum „Synodaler Weg“ und beschloss dessen Satzung. Das ZdK bestimmt 69 Mitglieder für die Synodalversammlung des Synodalen Weges, genauso viele wie die Deutsche Bischofskonferenz.

### Öffentliche Wahrnehmung
Der Jesuit Eckhard Bieger beklagte in einer Stellungnahme 2021 einen grundsätzlichen „Bedeutungsverlust des Zentralkomitees“; das Zentralkomitee wirke „in die Kirche hinein, nicht mehr in die Gesellschaft“. Interne Kritik sei kein Thema, mit dem man auf Dauer in der Öffentlichkeit ernst genommen werde.
Der scheidende Präsident Thomas Sternberg beklagte 2021 „die recht schwache Wahrnehmung unserer politischen Positionierungen und Debattenbeiträge“; die Position des ZdK innerhalb der katholischen Kirche sehe er hingegen als gestärkt an, und das ZdK habe „seine Stellung als Vertretung und Sammlung der katholischen Gläubigen festigen können“.

## Positionen des ZdK
Das ZdK drückt seine Positionen maßgeblich in Erklärungen aus, die auf der zweimal jährlich stattfindenden Vollversammlung beschlossen werden.
Gemäß seinem Statut versteht sich das ZdK als ein unabhängiges Gremium:

„Die Mitglieder des Zentralkomitees fassen ihre Entschlüsse
in eigener Verantwortung und sind dabei von Beschlüssen
anderer Gremien unabhängig.“

### Stellungnahmen des Zentralkomitees (Auswahl)
Die  Stellungnahmen des ZdK sind auf dessen Website zusammengestellt.
- Mai 1976: Politische Erklärung des Zentralkomitees der deutschen Katholiken zur Bundestagswahl 1976
- Mai 1979: Theologische Schwerpunkte des jüdisch-christlichen Gesprächs
- November 1981: Zur aktuellen Friedensdiskussion
- Mai 1984: Alleinerziehend – aber nicht allein gelassen
- Dezember 1984: Ausländer und Deutsche – Gemeinsam für die Zukunft
- November 1987: Für eine europäische Verfassung
- Februar 1988: Nach 50 Jahren – wie reden von Schuld, Leid und Versöhnung?
- Mai 1990: Berliner Erklärung deutscher Katholiken. Für eine gemeinsame Zukunft in Deutschland, in Europa und in der Einen Welt
- Oktober 1995: Fluchtursachen mindern. Zur aktuellen Diskussion zu Flucht und Migration
- November 1995: Eine Gesellschaft von Teilhabern: Für eine breitere Beteiligung am Produktivvermögen
- April 1996: Nachhaltige Armutsbekämpfung durch stärkere Armenorientierung der Entwicklungszusammenarbeit
- Februar 2000: Generationengerechtigkeit sichern. Eckpunkte des ZdK für eine Rentenreform 2000
- Mai 2000: Manifest für ein europäisches Bewusstsein (gemeinsam mit Semaines sociales de France)
- Mai 2001: Beschluss VV des ZdK zu Fragen der biomedizinischen Entwicklung und ihrer ethischen Bewertung
- November 2003: Agrarpolitik muss wieder Teil der Gesellschaftspolitik werden
- April 2005: Juden und Christen in Deutschland. Verantwortete Zeitgenossenschaft in einer pluralen Gesellschaft
- November 2006: Leben und Sterben in Würde
- Juni 2017: Gerechte Pflege in einer sorgenden Gesellschaft
- November 2020 und Mai 2022: Forderung eines starken EU-Lieferkettengesetzes
- März 2021: Glasgow als neuer Meilenstein der Nachhaltigkeit: Den grünen Wandel global verwirklichen
- November 2021: ZdK unterstützt Impfaufruf des Papstes und fordert weltweite Solidarität bei Impfstoffen
- November 2021: Menschen auf der Flucht schützen
- April 2022: Globale Gesundheitsversorgung als Instrument für menschliche Würde
- Dezember 2022: Menschenwürde wahren, Menschenrechte ausgestalten: „Wir wollen, dass die Zukunft gut wird“
- Mai 2023: Stellungnahme zum Gesetzentwurf für ein „Gesetz über die Selbstbestimmung in Bezug auf den Geschlechtseintrag und zur Änderung weiterer Vorschriften“

### Ehe, Familie und Partnerschaft
Im Mai 2015 betonte das ZdK die Bedeutung der Ehe: „Wir bekennen uns zu diesem Lebensmodell und ermutigen Paare zum Eheversprechen und zur Gründung einer Familie“; die Familie müsse in Gesellschaft und Staat gestärkt und gefördert werden. Unter „Familie“ werden nichteheliche Formen von verbindlich gelebter Partnerschaft und von Generationenverantwortung verstanden. Singles und alleinerziehende Eltern müssten konsequent in das kirchliche Leben einbezogen werden. Gleichzeitig forderte es die Segnung gleichgeschlechtlicher Paare.
Im November 2012 befürwortete das ZdK den Dialog über die Zulassung wiederverheirateter geschiedener Katholiken zum Kommunionempfang. Bereits im November 1994 hatte das ZdK eine Erklärung „Zur seelsorglichen Begleitung von Menschen aus zerbrochenen Ehen, Geschiedenen und wiederverheirateten Geschiedenen“ beschlossen, die ein entsprechendes Hirtenwort der oberdeutschen Kirchenprovinz zustimmend unterstützte.
Seit 2021 verpflichtet sich das ZdK zur Benutzung einer „geschlechtersensible[n] bzw. -gerechte Sprache[n], welche alle Menschen auch jenseits der Zweigeschlechtlichkeit einschließt und adressiert“. Denn die unter-komplexe „klassische binäre Lesart der Schöpfungsordnung“ führe letztlich zum „Ausschluss von intersexuellen, transsexuellen oder queeren Menschen aus dieser Schöpfungstheologie“.
Entsprechend solidarisiert sich das ZdK mit den Forderungen der Initiative OutInChurch und fordert eine Kultur der „Diversität in der katholischen Kirche“, die Anpassung des Arbeitsrechts der Kirche sowie die Anpassung der Sexualmoral der Kirche an die Lebenswirklichkeit (2022).

### Donum Vitae
Im September 1999 wurde von Mitgliedern des ZdK der Verein donum vitae zur Förderung des Schutzes des menschlichen Lebens e. V. gegründet mit dem Ziel, „sich für den Schutz des menschlichen Lebens, namentlich den Schutz des Lebens ungeborener Kinder einzusetzen“, und zwar besonders durch kostenfreie Beratung und Hilfe für Frauen in Konfliktsituationen, bei denen auch Beratungsscheine ausgestellt werden, die nach § 218a Abs. 1 StGB einen Schwangerschaftsabbruch innerhalb einer festgelegten Frist ermöglichen. Die katholischen Verbände Deutscher Caritasverband und Sozialdienst katholischer Frauen (SKF) durften sich nach Anweisung durch die Deutsche Bischofskonferenz nicht weiter an der staatlichen Schwangerschaftsberatung beteiligen; durch donum vitae sollte das katholische Element im System der staatlich anerkannten Schwangerschaftskonfliktberatungen erhalten werden, und die Gründer sahen in einer verpflichtenden, ergebnisoffenen, aber zielgerichteten Beratung die beste Möglichkeit, Frauen im Konflikt zu erreichen und ungeborenes Leben zu schützen.
Die deutschen Bischöfe erklärten am 20. Juni 2006, es handele sich bei donum vitae „um eine Vereinigung außerhalb der katholischen Kirche“; Personen im kirchlichen Dienst wurde eine Mitwirkung bei donum vitae untersagt. Dagegen stellte am 20. Juli 2006 eine Gruppe namhafter katholischer Laien klar, dass es sich um einen Verein handle, der nicht mit bischöflicher Anerkennung tätig sei; allerdings sei donum vitae deshalb keineswegs eine Vereinigung außerhalb der katholischen Kirche, da die meisten Mitglieder engagierte Mitglieder der katholischen Kirche seien. Der Ständige Rat der Deutschen Bischofskonferenz verlangte am 19. Januar 2009 vom ZdK eine Klarstellung über dessen Verhältnis zum umstrittenen Verein Donum vitae, nachdem die neue Landesvorsitzende von Donum Vitae in Bayern, Maria Eichhorn, ihre Wahl in das ZdK als Bestätigung ihres Engagements für den Verein gedeutet hatte.
2018 würdigte der Vorsitzende der Deutschen Bischofskonferenz, Kardinal Reinhard Marx, den Verein donum vitae und meinte, dass dieser sich erfolgreich für den Schutz des Lebens einsetze.

### Frauen in kirchlichen Ämtern
Im Dezember 2017 verabschiedete das ZdK sieben „Osnabrücker Thesen“ zur Frage von „Frauen in kirchlichen Ämtern“. Darin drückt es aus: „Nicht der Zugang von Frauen zu den kirchlichen Dienste und Ämtern ist begründungspflichtig, sondern deren Ausschluss“.
Die Forderung der Frauenweihe seitens des ZdK hängt eng mit der Kritik an der Missbrauchsaufarbeitung innerhalb der Kirche zusammen. So heißt es in einem Beschluss im November 2018:

„Innerkirchliche, klerikalistische Machtstrukturen müssen zeitnah aufgebrochen werden, denn das Problem liegt im System! Das belegt die Missbrauchs-Studie eindeutig. Keine Begründung im Kirchenrecht oder des kirchlichen Lehramtes ist haltbar, wenn klar wird, dass dadurch sexualisierte Gewalt begünstigt wird. Es braucht endlich Veränderungen. Deshalb fordern wir: […]
Frauen und Männer in Kirche gleich zu stellen und daher Frauen Zugang zu allen kirchlichen Ämtern zu gewähren.“

2019 wurde die Forderung nach Zugang von Frauen zu allen kirchlichen Ämtern erneut bestätigt. Die ZdK Vizepräsidentin Claudia Lücking-Michel betont (2021), dass es sich dabei keineswegs um eine theologische Problematik handle, sondern „um eine reine Machtfrage“.

### Kritik an der kirchenrechtlich zwingenden Verbindung von Ehelosigkeit und Priesteramt
In einer Erklärung zur Frage der kirchenrechtlich zwingenden Verbindung von Ehelosigkeit und Priesteramt unterstrich das ZdK im November 1994, dass Männer und Frauen, die die christliche Ehelosigkeit gewählt hätten, für die Kirche ein unersetzliches Gut seien. Dem priesterlichen Dienst sei das Charisma der Ehelosigkeit angemessen, es sei aber mit dem Priesteramt nicht wesensnotwendig verbunden. Die kirchenrechtlich zwingende Verbindung von Ehelosigkeit und Priesteramt werfe eine Reihe von Problemen auf, und es müsse gefragt werden, ob nicht die Möglichkeit der Wahl der Lebensform für Priester eine wesentliche Voraussetzung dafür ist, dass der Wert christlich gelebter Ehelosigkeit deutlicher hervortreten könne und der Einsatz verheirateter Priester den Priestermangel lindern könne. Auch sei es nur schwer mit dem hohen Wert von Ehe und Sexualität und der Würde der Frau vereinbar, dass Verheiratete nicht Priester werden können. Über diese Problematik solle mit der Deutschen Bischofskonferenz gesprochen werden.
Der ZdK forderte unter dem Eindruck des sexueller Missbrauch an Minderjährigen durch katholische Priester, Diakone und männliche Ordensangehörige und der Aufdeckung innerkirchlicher, klerikalistischer Machtstrukturen im November 2018 erneut unter anderem die Abschaffung des verpflichtenden Zölibats.

### Missbrauch
„Das ZdK solidarisiert sich mit allen Opfern und Betroffenen sexualisierter Gewalt“, heißt es im Beschluss von 2020. Gefordert wird außerdem, dass Entschädigungszahlungen für Missbrauchsopfer nicht aus Kirchensteuermitteln aufgebracht werden sollen.

## Kritik und Konflikte

### Politisch-kirchliche Verknüpfung
Seit 1968 waren alle Präsidentinnen und Präsidenten des ZdK Parteimitglied von CDU oder CSU. Die erste Ausnahme bildet Irme Stetter-Karp, die vor Amtsantritt kein politisches Amt bekleidet hat. 2021 wurden zwei Landesministerpräsidenten in die Vollversammlung gewählt.

### Überbetonung innerkirchlicher Themen
Der Kirchenrechtler Markus Graulich SDB kritisierte in einem Interview mit der rechtskatholischen Wochenzeitung Die Tagespost im Mai 2022 eine Fokussierung des ZdK auf innerkirchliche Strukturfragen und die Freiheit und Mitbestimmung der Gläubigen innerhalb der Kirche. Es werde „nicht mehr in erster Linie als katholische Stimme in Politik und Gesellschaft, sondern als kritische Stimme innerhalb der Kirche wahrgenommen“.

### Strukturreform statt Glaubenserneuerung
Während seines Staatsbesuchs 2011 traf Papst Benedikt XVI. das Präsidium des ZdK. Der Heilige Vater bekundete seine Wertschätzung für das Engagement des ZdK. Er fragte jedoch auch: „Aber steht hinter den Strukturen auch die entsprechende geistige Kraft – Kraft des Glaubens an einen lebendigen Gott? Ehrlicherweise müssen wir doch sagen, dass es bei uns einen Überhang an Strukturen gegenüber dem Geist gibt. Ich füge hinzu: Die eigentliche Krise der Kirche in der westlichen Welt ist eine Krise des Glaubens. Wenn wir nicht zu einer wirklichen Erneuerung des Glaubens finden, wird alle strukturelle Reform wirkungslos bleiben.“

### Konflikt mit Bistum Regensburg
Aufgrund der Strukturreform der Laiengremien im Bistum Regensburg ist es zwischen dem ZdK und Bischof Gerhard Ludwig Müller von Regensburg zu einem Konflikt gekommen. In den Jahren 2006 und 2007 gewährte das Bistum Regensburg dem Zentralkomitee der deutschen Katholiken keine finanzielle Unterstützung. Seit 2008 beteiligt sich das Bistum wieder vollständig an der Organisation.

## Organisation des ZdK

### Präsidenten des ZdK
| - 1868–1898: Fürst Karl VI. zu Löwenstein-Wertheim-Rosenberg - 1898–1920: Clemens Heidenreich Graf Droste zu Vischering - 1920–1949: Aloys Fürst zu Löwenstein-Wertheim-Rosenberg - 1949–1968: Karl VII. Fürst zu Löwenstein-Wertheim-Rosenberg - 1968–1972: Albrecht Beckel - 1972–1976: Bernhard Vogel | - 1976–1988: Hans Maier - 1988–1997: Rita Waschbüsch - 1997–2009: Hans Joachim Meyer - 2009–2015: Alois Glück - 2015–2021: Thomas Sternberg - seit 19. November 2021: Irme Stetter-Karp |

### Präsidium, Gremien, Gesprächskreise

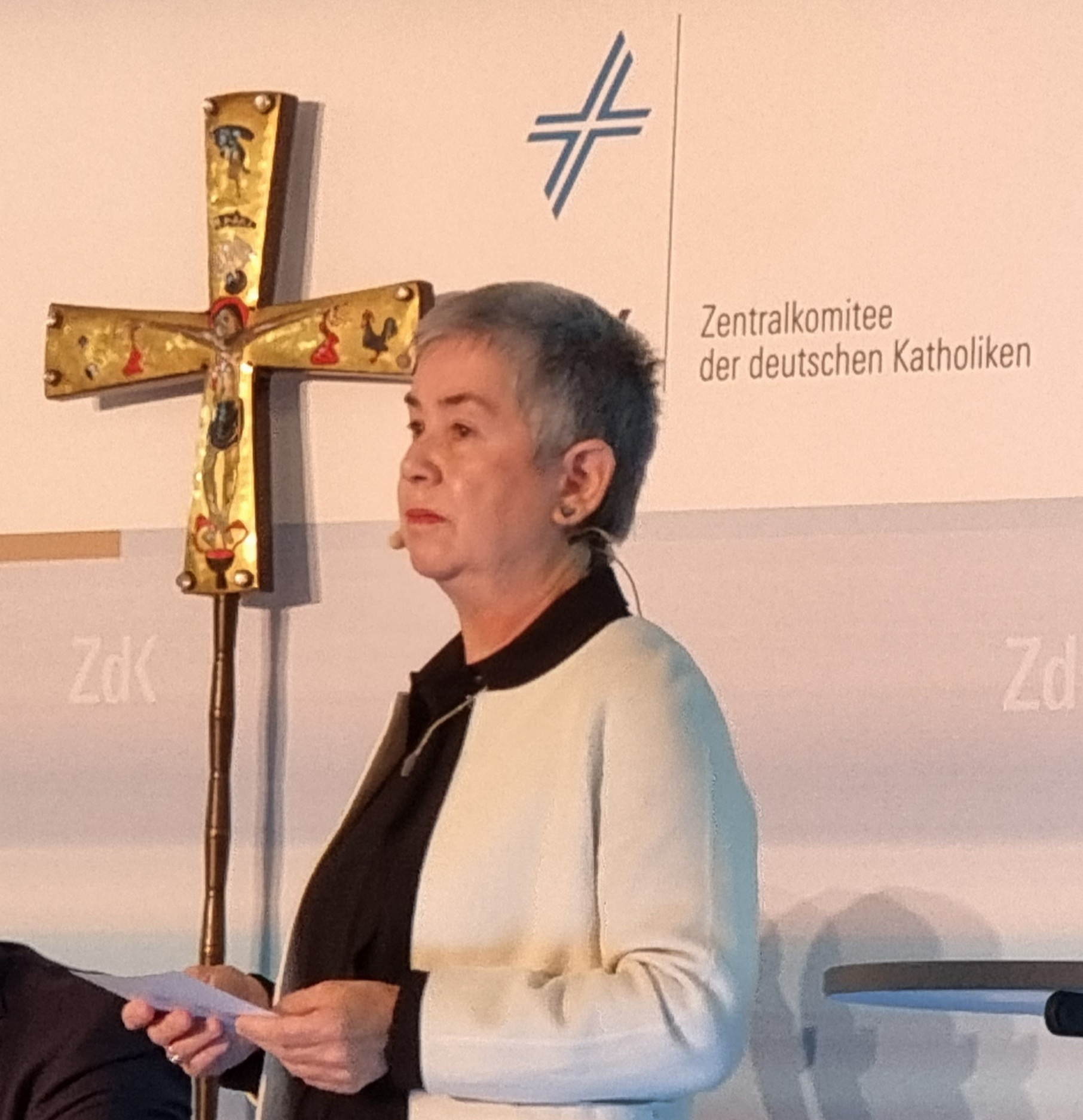
Irme Stetter-Karp wurde am 19. November 2021 zur ZdK-Präsidentin gewählt

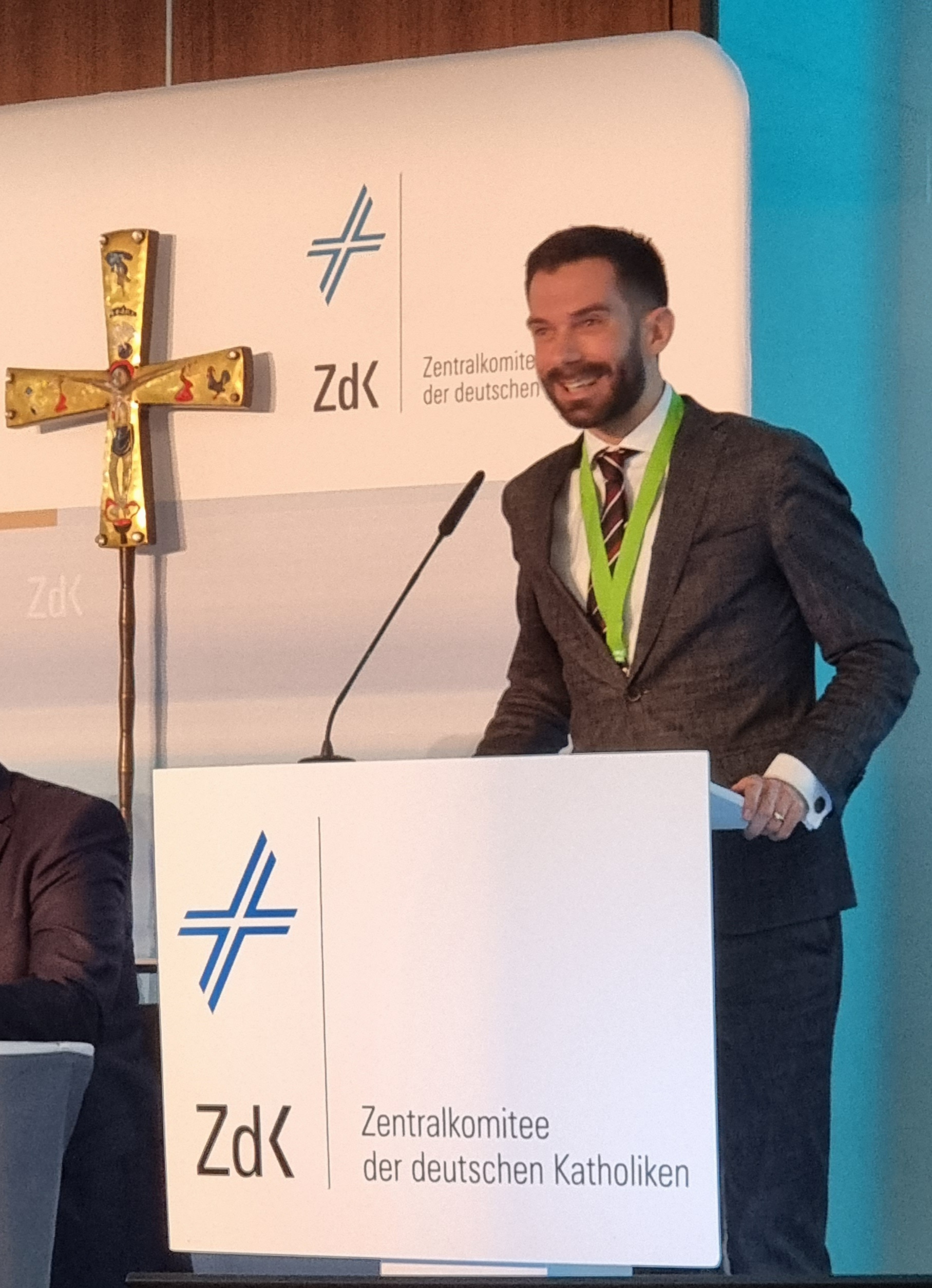
Generalsekretär Marc Frings

Das ZdK wählt seinen Präsidenten oder seine Präsidentin sowie mehrere Vizepräsidentinnen und -präsidenten. Die Wahl des Präsidenten/der Präsidentin muss anschließend von der Deutschen Bischofskonferenz mit Zwei-Drittel-Mehrheit bestätigt werden – eine Mehrheit, die 2009 für Heinz-Wilhelm Brockmann erstmals verfehlt wurde. So wurde bei der „Nach-Wahl“ des Präsidenten im November 2009 der CSU-Politiker Alois Glück zum Nachfolger des CDU-Politikers Hans Joachim Meyer gewählt, im November 2015 folgte Thomas Sternberg (CDU), der am 24. November 2017 für weitere vier Jahre wiedergewählt wurde. Am 19. November 2021 wurde Irme Stetter-Karp als zweite Frau nach Rita Waschbüsch (1988 bis 1997) zur neuen Präsidentin gewählt.
Vizepräsidenten sind seit der Wahl am 19. November 2021 bei der Vollversammlung in Berlin Birgit Mock, Claudia Nothelle, Wolfgang Klose und Thomas Söding.

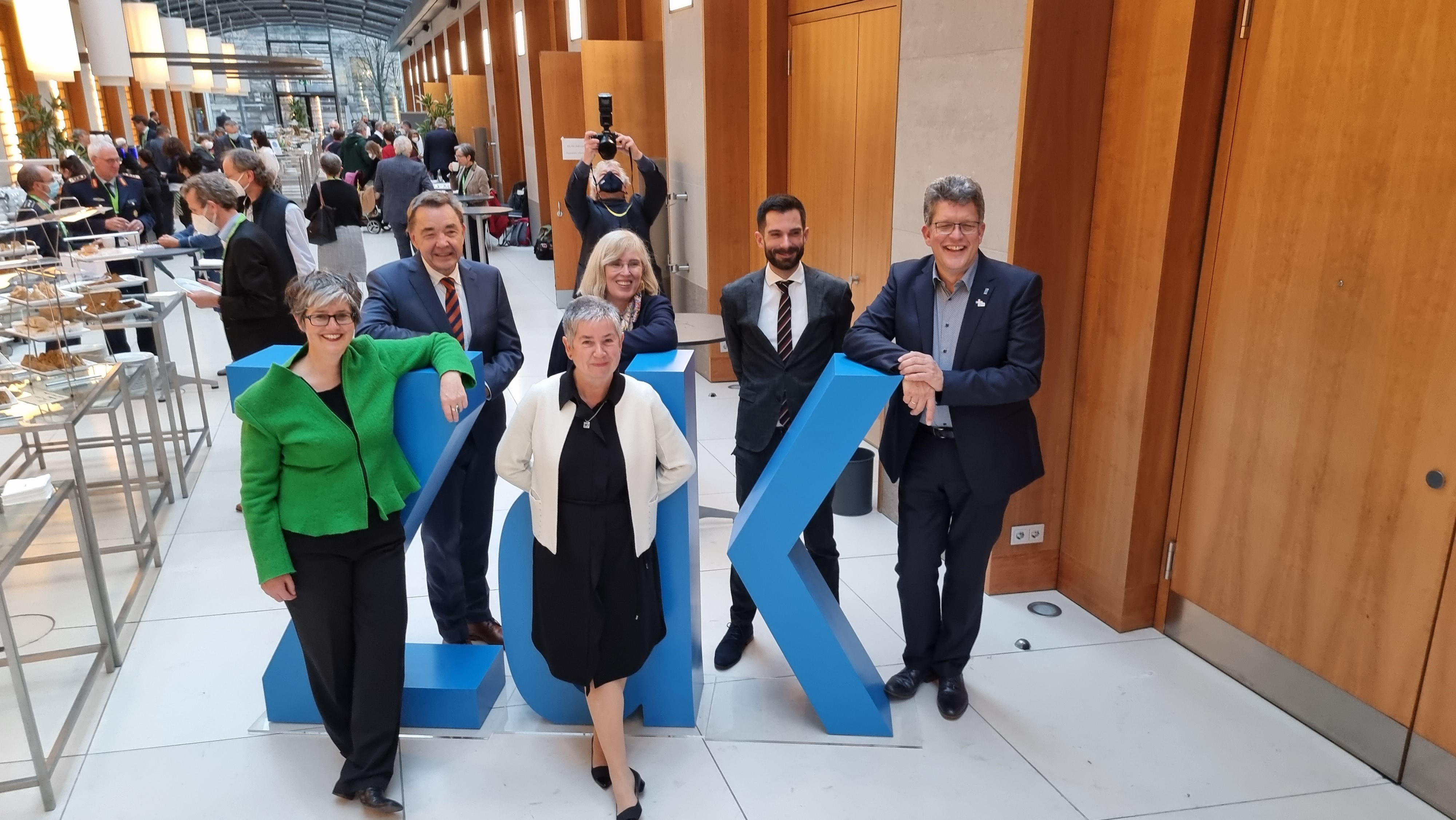
Das aktuelle Präsidium des ZdK: Birgit Mock, Thomas Söding, Präsidentin Irme Stetter-Karp, Claudia Nothelle, Generalsekretär Marc Frings und Wolfgang Klose

Den Hauptausschuss leistet die Arbeit zwischen den Vollversammlungen. Neben Präsidiumsmitgliedern und den Sprechern der Sachbereiche tagen hier fünfzehn gewählte und drei kooptierte Mitglieder des ZdK.
Zudem wählt das ZdK aus seinen Reihen zehn Personen in die „Gemeinsame Konferenz“ von Bischofskonferenz und ZdK: Diese wird aus fünf Präsidiumsmitgliedern und fünf von der Vollversammlung gewählten Mitgliedern, zusammen mit zehn Bischöfen gebildet.
Das ZdK richtet sieben ständige Sachbereiche ein. Diese bringen ihre Arbeit in die Vollversammlung ein. Es bestehen die Sachbereiche „Theologie, Pastoral, Ökumene“, „Politische und ethische Grundfragen“, „Wirtschaft, Soziales, Digitalisierung“, „Bildung, Kultur, Medien“, „Familien, Generationen, Geschlechtergerechtigkeit“, „Nachhaltige Entwicklung und globale Verantwortung“ sowie „Europäische Zusammenarbeit und Migration“.
Daneben bestehen zum Zweck des interreligiösen Dialogs zwei Gesprächskreise, nämlich seit 1971 der Gesprächskreis „Juden und Christen“ und seit 2000 der Gesprächskreis „Christen und Muslime“.
Generalsekretär und Geschäftsführer ist Marc Frings. Im Dezember 2021 hatte das ZdK 17 hauptamtliche Mitarbeiter, davon 47 % Frauen und 53 % Männer, 6 % der Beschäftigten arbeiteten in Teilzeit.

### Mitglieder

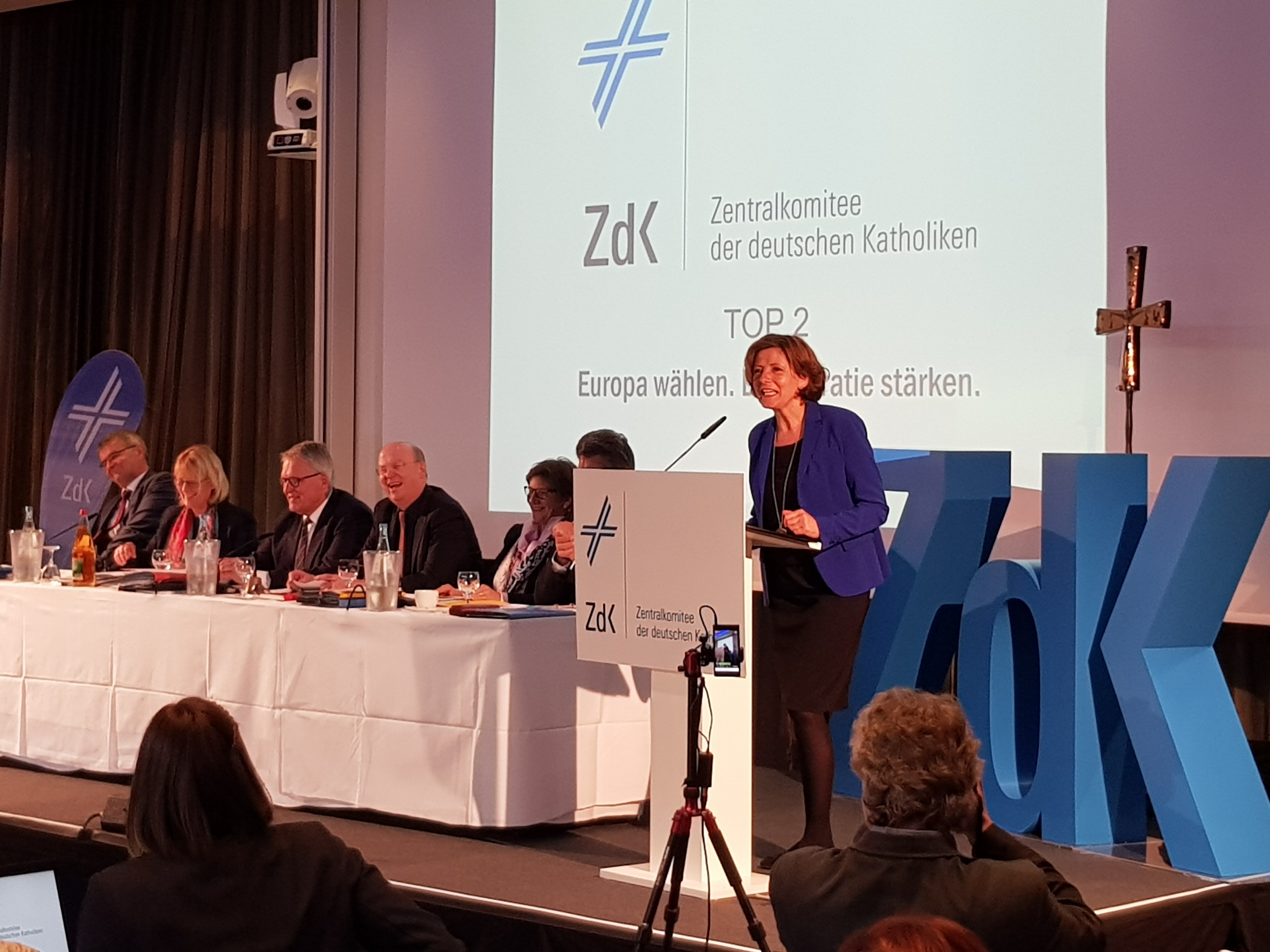
Malu Dreyer, Mitglied im Zentralkomitee der deutschen Katholiken, während der Vollversammlung am 10. Mai 2019 in Mainz

Die Vollversammlung des Zentralkomitees der deutschen Katholiken besteht aus 231 Mitgliedern (Stand: April 2024).
- 97 Mitglieder werden von der Arbeitsgemeinschaft der katholischen Organisationen Deutschlands (AGKOD) gewählt.[52] Zwischen den Versammlungen „nimmt ein 11 köpfiger Vorstand die Aufgaben der AGKOD wahr“.[53]
- Je drei Mitglieder kommen aus den Laienvertretungen der 27 deutschen Diözesen (Katholikenräte bzw. Diözesanräte genannt), insgesamt also 81,[3] dazu drei Mitglieder aus dem Katholikenrat beim Katholischen Militärbischof[3] und weitere drei Mitglieder aus dem Bundespastoralrat der Katholiken anderer Muttersprache.[3]
- 45 Mitglieder werden von der Vollversammlung als „Einzelpersönlichkeiten“ für eine Dauer von vier Jahren hinzugewählt. Sie entstammen meist der Politik oder dem öffentlichen Leben.[54]

### Finanzierung
Das ZdK wird fast vollständig vonseiten der deutschen Bistümer (VDD) finanziert (97 % im Jahr 2020). Im Jahr 2020 nahm das ZdK nach eigener Auskunft von dieser Seite 2.522.035 Euro ein. 82 % dieser Mittel fließen in Personalausgaben. Auf Sitzungen der Organe einschließlich Reisekosten entfielen rund 100.000 Euro, auf Verwaltungskosten einschließlich Reisekosten der Geschäftsstelle etwa 180.000 Euro.
Der Trägerverein Zentralkomitee der deutschen Katholiken e. V. ist wegen der Förderung der Religion (§ 52 Abs. 2 Nr.
2 AO) von der Körperschaftssteuer und der Gewerbesteuer befreit.